# Jacques Rougeau

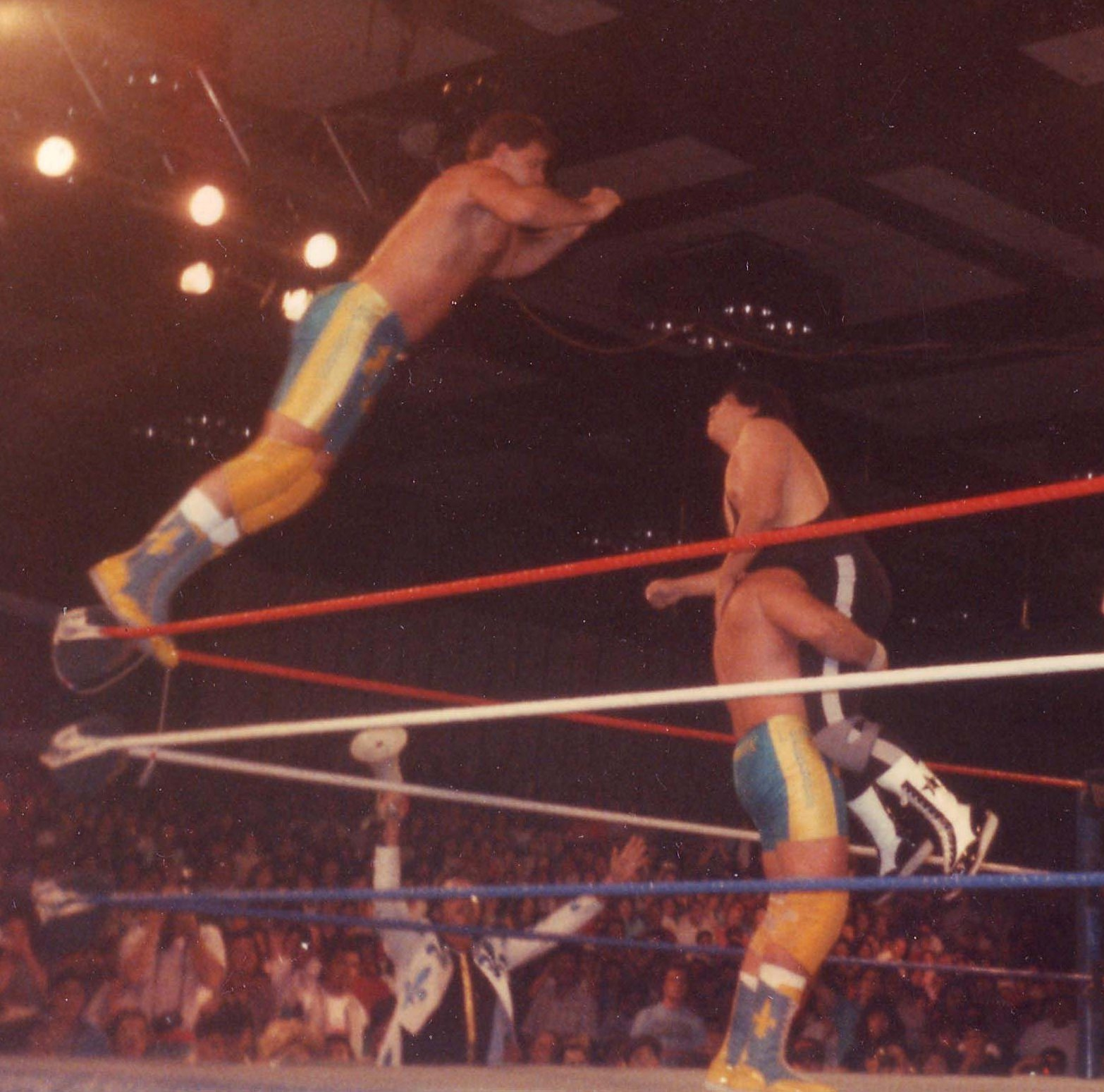
Rougeau Brothers

Jacques Rougeau Jr. (Quebec, 13 de junho de 1960) é um ex-lutador canadense de wrestling profissional, mais conhecido por suas participações na World Wrestling Federation durante as décadas de 1980 e 1990 sob o ring name The Mountie, onde formou uma consagrada tag team com Pierre Ouellet.
Rougeau foi um dos treinadores do lutador Kevin Steen, um dos principais da história da Ring of Honor.

## Títulos
- Central States Wrestling
  - NWA Central States Tag Team Championship (1 vez) – com Bruce Reed

- Continental Wrestling Association
  - AWA Southern Heavyweight Championship (2 vezes)
  - NWA Mid-America Heavyweight Championship (2 vezes)

- Southeastern Championship Wrestling
  - NWA Alabama Heavyweight Championship (1 vez)
  - NWA Southeastern Heavyweight Championship (Northern Division) (1 vez)

- Lutte Internationale (Montreal)
  - Canadian International Tag Team Championship (4 vezes) – com Raymond Rougeau

- Pro Wrestling Illustrated
  - PWI o colocou como 41° melhor lutador de 1991, o 222° de todos os tempos em 2003 e o 83° de melhor duplas com Pierre Ouellet em 2003[2]

- World Wrestling Federation
  - WWF Intercontinental Championship (1 vez)
  - WWF Tag Team Championship (3 vezes) – com Quebecer Pierre